# 塞德利亚
塞德利亚，是西班牙安达卢西亚自治区马拉加省的一个市镇。 总面积32平方公里，总人口513人（2001年），人口密度16人/平方公里。